# Knives Out
〈Knives Out〉은 영국의 록 밴드 라디오헤드의 곡으로, 다섯 번째 음반인 《Amnesiac》(2001년)에서 발매된 두 번째 싱글이다. 동족포식과 더 스미스의 영향을 받은 기타에 대한 가사를 특징으로 한다. 영국 싱글 차트 13위, 캐나다 싱글 차트 1위에 올랐다.

## 구성
《드라운드 인 사운드》에 따르면, 〈Knives Out〉은 《Amnesiac》에서 가장 전통적인 곡이다. 기타 라인 "울림"과 "불안정", 타악기 "방식", 베이스 라인 "방랑", 보컬 "잊을 수 없음" 그리고 "괴상한" 가사가 특징이다.
가수 톰 요크는 가사가 동족포식에 관한 것이라고 말했다. 한 인터뷰에서 그는 다음과 같이 말했다. "이것은 부분적으로 사업가가 그의 아내와 아이들을 버리고 다시는 돌아오지 않는 아이디어입니다. 가까운 사람을 보면 죽을 거라는 걸 알 수 있을 정도로 쳐다보는 것도 천 마당짜리 시선입니다."

## 발매
라디오헤드는 1999년 11월 스튜디오에서 웹캐스트 공연을 하는 동안 〈Knives Out〉을 데뷔시켰다. 2001년 8월 5일 두 번째 《Amnesiac》 싱글로 발매되었다. 이 곡은 영국 싱글 차트에서 13위에 올랐다.
〈Knives Out〉은 2003년 EP 《Fight Test》에서 플레이밍 립스가, 2003년 음반 《True Love Waits》에서 피아니스트 크리스토퍼 오릴리가, 2006년 음반 《Day is Done》에서 재즈 피아니스트 브래드 멜도가 커버했다.

## 곡 목록
| UK CD1 and 12-inch single (CDFHEIS 45103; 12FHEIT 45103) 1. "Knives Out" – 4:17 2. "Cuttooth" – 5:24 3. "Life in a Glasshouse" (full length version) – 5:06 UK CD2 (CDFHEIT 45103) 1. "Knives Out" – 4:17 2. "Worrywort" – 4:37 3. "Fog" – 4:05 European maxi-CD and Australasian CD single (7243 8 79760 2 3) 1. "Knives Out" – 4:17 2. "Worrywort" – 4:37 3. "Fog" – 4:04 4. "Life in a Glasshouse" (full length version) – 5:06 | US enhanced maxi-CD single (C2 7243 8 77668 0 8) 1. "Knives Out" – 4:17 2. "Cuttooth" – 5:24 3. "Life in a Glasshouse" (full length version) – 5:06 4. "Pyramid Song" (enhanced video) – 5:05 Japanese CD single (TOCP-65871) 1. "Knives Out" – 4:17 2. "Cuttooth" – 5:25 3. "Worrywort" – 4:37 4. "Fog" – 4:05 5. "Life in a Glasshouse" (full length version) – 5:06 |  |